# Drepanocladus brachiatus
Drepanocladus brachiatus är en bladmossart som beskrevs av Hugh Neville Dixon 1912. Drepanocladus brachiatus ingår i släktet krokmossor, och familjen Amblystegiaceae. Inga underarter finns listade i Catalogue of Life.